# Partito Nazionalista (Malta)
Il Partito Nazionalista (in maltese: Partit Nazzjonalista, PN) è un partito politico maltese che si colloca nell'area di centro-destra.
Fondato nel 1880 da Fortunato Mizzi, mantenne fino alla seconda guerra mondiale un'impostazione liberal-costituzionalista e pro-italiana, dovuta anche alla presenza di rifugiati italiani durante il periodo del Risorgimento.
Dopo il 1945 il partito è assurto a uno dei due principali schieramenti politici maltesi, assieme al Partito Laburista. Ha un'impostazione europeista, è membro del Partito Popolare Europeo ed è associato all'Unione Democratica Internazionale.

## Ideologia
Fin dalla sua fondazione si opponeva alla tassazione decretata dalle autorità coloniali britanniche e alle misure per anglicizzare l'istruzione e il sistema giudiziario durante la Language Question. La presenza di italiani rifugiati durante il Risorgimento contribuì a dare al partito un'impostazione liberal-costituzionalista e filo-italiana, mantenuta fino alla seconda guerra mondiale.
L'indipendenza di Malta e l'ingresso nell'Unione europea avvennero durante i governi guidati dal Partito Nazionalista. Il partito è conosciuto per il suo patrocinio per i diritti umani, in linea con il cattolicesimo. Il partito tollera ancora gli statuti contro i diritti LGBT a Malta, ma dopo aver perso alle elezioni per due volte ha rinunciato ai suoi principi ortodossi per attrarre gli elettori LGBT e guadagnare potere politico. Attraverso i suoi media il partito dichiara che le persone LGBT meritano un "ineguale" trattamento e sono "sterili" o improduttive, inoltre compara la comunità gay al "comunismo" sovietico. Il partito, in base al suo statuto del 1991, vieta l'appartenenza ai massoni, sia attivi sia ex.

## Storia

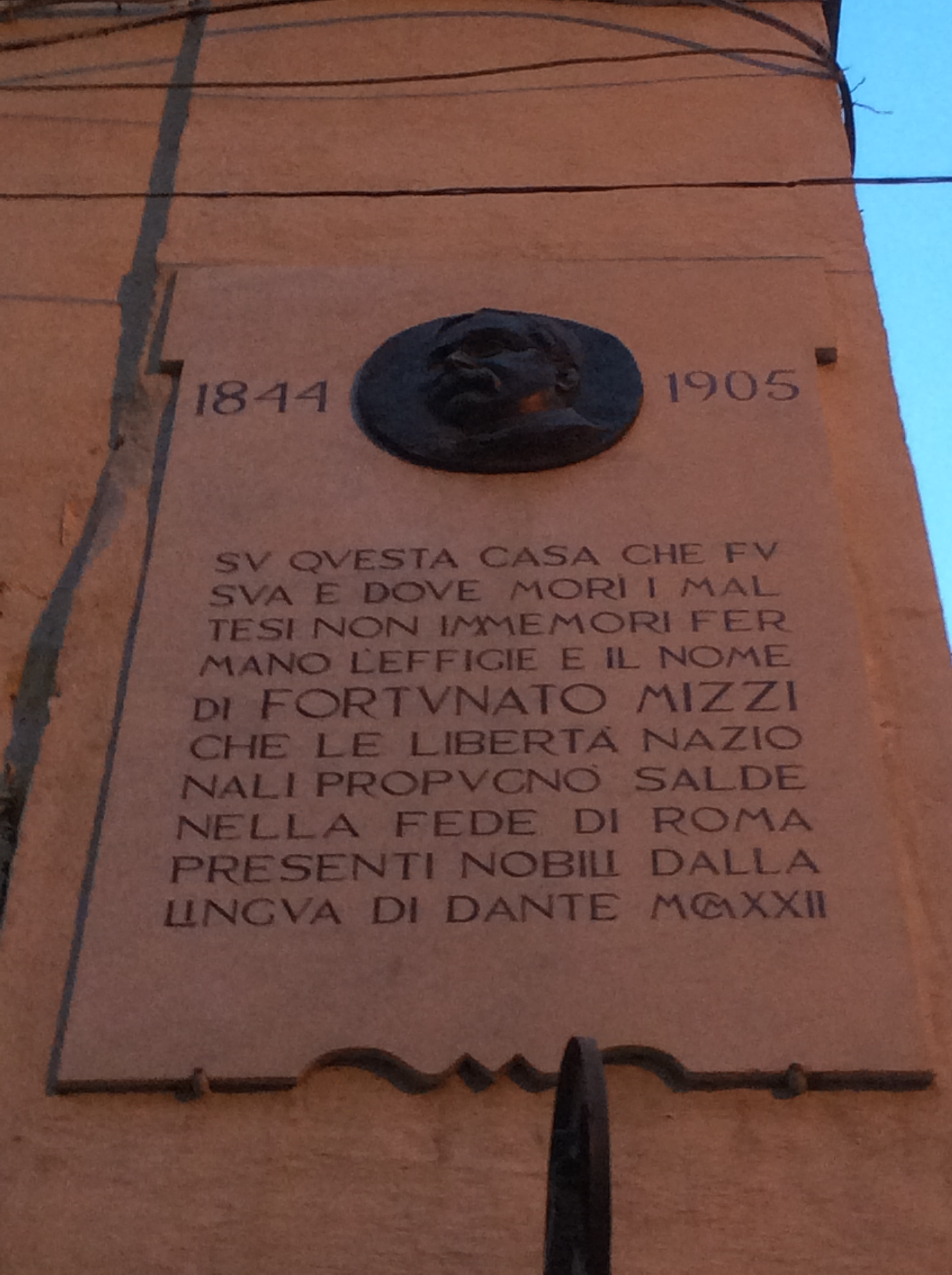
Lapide a Fortunato Mizzi alla Valletta

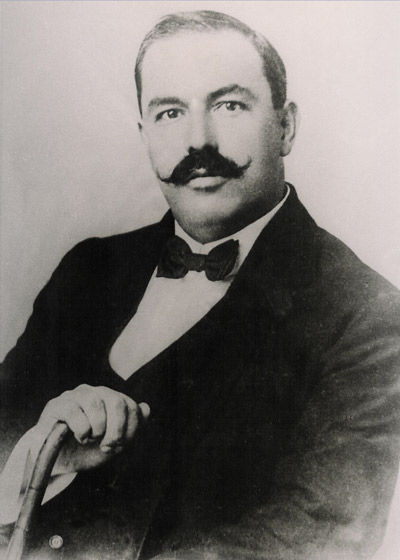
Enrico Mizzi, irredentista italiano, incarcerato in Uganda nel 1940 e primo ministro maltese nel 1950

Nel 1880 Fortunato Mizzi fondò il Partito Anti-Riformista (Partit Anti-Riformista, PAR) per contrastare le politiche del governo coloniale britannico in materia fiscale e l'anglicizzazione del sistema giudiziario e scolastico. Il partito aveva anche posizioni molto vicine a quelle degli esuli italiani risorgimentali.
Nei suoi primi anni il partito era diviso fra due fazioni: gli "astensionisti", ovvero coloro che volevano boicottare i lavori del Consiglio di Governo per protesta contro l'esautorazione dei poteri del Consiglio stesso, e gli "anti-astensionisti", che intendevano cooperare con le autorità coloniali al fine di raggiungere una nuova e migliore Costituzione per Malta.
Nel 1903 il partito cambiò nome in Partito Nazionale (Partit Nazionale, PN). Nel 1905 Fortunato Mizzi morì e alla guida del partito gli successe il figlio Enrico Mizzi. Nel 1920, dopo la fine della prima guerra mondiale, si formò l'Unione Politica Maltese (Unjoni Politika Maltija, UPM). Nel 1921 il partito cambiò nome in Partito Democratico Nazionalista (Partit Demokratiku Nazzjonalista, PDN).
UPM e PDN parteciparono separati alle elezioni del 1921, ma adottarono una forma di desistenza per non danneggiarsi vicendevolmente. L'UPM, risultato primo partito nell'Assemblea legislativa, scelse di governare in coalizione con il Partito Laburista, esprimendo due Primi ministri: Joseph Howard e Francesco Buhagiar.
UPM e PDN parteciparono ancora una volta separati, sebbene in coalizione, alle elezioni del 1924. Nel 1926 l'UPM confluì nel PDN, che cambiò nome in Partito Nazionalista (Partit Nazzjonalista, PN). Il PN uscì però sconfitto dalle elezioni del 1927 a vantaggio del Compact, l'alleanza elettorale fra Partito Costituzionale e Partito Laburista.
In seguito a una crisi costituzionale, derivante da una disputa fra Chiesa cattolica e Partito Costituzionale, le elezioni politiche inizialmente programmate per il 1930 slittarono al 1932: il Partito Nazionalista emerse indiscusso vincitore di queste elezioni, conquistando 21 seggi su 32. La sua stagione di governo non durò però a lungo: preoccupate dall'ascesa dell'Italia fascista nel Mar Mediterraneo e in Africa, le autorità coloniali presero come pretesto le misure a sostegno dell'insegnamento della lingua italiana nelle scuole per sospendere sia il governo sia la Costituzione.
Il PN subì ulteriori durissimi contraccolpi durante la seconda guerra mondiale: l'assimilazione del partito all'Italia fascista gli alienò il sostegno dell'elettorato e il suo leader Enrico Mizzi fu esiliato in Uganda, al pari di molti altri membri di rilievo della comunità italo-maltese. Gli effetti si fecero sentire fino alle prime elezioni del dopoguerra, a cui il PN non partecipò.
Nonostante tutto, il partito si riorganizzò e alle elezioni del 1947 riuscì a raccogliere più voti dei vari movimenti scissionisti. Tre anni più tardi i risultati elettorali arrisero al PN: in seguito alla scissione del Partito Laburista, il Partito Nazionalista divenne il primo partito nell'Assemblea legislativa e formò un governo di minoranza di brevissima durata. Enrico Mizzi, tornato dall'esilio forzato, giurò come primo ministro nel settembre 1950, ma morì appena tre mesi dopo. Alla guida del partito gli successe Giorgio Borg Olivier.
Il PN aveva comunque riacquisito lo status di partito politico di un certo peso, tanto da vincere le elezioni del 1951 e quelle del 1953, entrambe in coalizione con il Partito dei Lavoratori (che scomparve nel giro di cinque anni). Passò all'opposizione in seguito alle elezioni del 1955, lanciando una campagna di boicottaggio contro la proposta del governo laburista di integrazione con il Regno Unito. Il tentativo fallì anche a causa del disinteresse britannico e alle proteste dovute alla decisione di licenziare quaranta lavoratori dal porto di Malta.
In seguito alla nuova Costituzione maltese del 1961 e alle elezioni del 1962, il PN ritornò al governo. I temi principali furono l'indipendenza dal Regno Unito, conseguita nel 1964, e la crisi fra Chiesa cattolica e Partito Laburista. Il PN venne confermato al Governo alle elezioni del 1966, ma perse di misura quelle del 1971 e del 1976.
Nel 1977 Olivier lasciò il posto di leader del partito a Eddie Fenech Adami. Alle elezioni del 1981 il PN ottenne la maggioranza assoluta dei voti per la prima volta dagli anni trenta, ma non quella dei seggi, a causa del sistema elettorale basato sul voto singolo trasferibile. Questo portò a una grave crisi, che portò al boicottaggio dei lavori del parlamento maltese e a gravissimi scontri di piazza.
La crisi si risolse con un emendamento alla Costituzione che prevedeva un premio di maggioranza al partito che otteneva più voti. Questo sistema permise al PN di ritornare al governo in seguito alle elezioni del 1987. Nel 1990 il governo richiese ufficialmente l'adesione all'Unione europea e lanciò un ampio programma di liberalizzazioni e riforme, che gli valse la conferma dei consensi alle elezioni del 1992.
Quattro anni dopo il PN perse di strettissima misura le elezioni del 1996, ma rimase all'opposizione per soli 22 mesi. Nel 1998, infatti, il governo laburista entrò in crisi a causa della striminzita maggioranza in parlamento (un solo seggio) e si ricorse a elezioni anticipate, che il PN vinse nettamente.
Nel 2003 il PN si espresse per il sì al referendum sull'adesione di Malta all'Unione europea. La vittoria al referendum fu propedeutica alla vittoria alle elezioni del 2003. Nel 2004 vi fu l'avvicendamento alla guida del partito fra Eddie Fenech Adami e Lawrence Gonzi, che poi assunse anche la carica di Primo ministro, e che portò il partito a vincere, sebbene di misura (lo scarto fu di soli 1 580 voti), le elezioni del 2008.
Alle elezioni del 2013 il Partito Nazionalista scese al 43,3%, conquistando 30 seggi e perdendo quindi la maggioranza. Il partito divenne quindi la principale forza di opposizione, ruolo che mantenne anche a seguito della nuova sconfitta elettorale patita alle elezioni del 2017, nelle quali ha ottenuto il 41,7% delle preferenze.
Nel settembre 2017 Adrian Delia è succeduto a Simon Busuttil come leader del partito e ha guidato il partito alle elezioni europee del 2019, perse nettamente in favore dei rivali laburisti (37,9% delle preferenze). A seguito di diverse contestazioni e ripetuti voti di sfiducia da parte degli organi generali e del congresso, il 3 ottobre 2020 Adrian Delia ha rassegnato le dimissioni da leader del partito, sconfitto nelle elezioni tenutesi fra gli iscritti da Bernard Grech, che ne ha preso il posto. Grech ha guidato il partito alle elezioni parlamentari del 2022, conclusesi con una nuova netta sconfitta, che ha riconfermato la compagine come principale forza di opposizione al governo laburista guidato da Robert Abela, con il 41,74% delle preferenze. Il 10 giugno 2025 Grech ha annunciato le sue dimissioni da leader del partito e dell'opposizione.
È attualmente nella delegazione maltese al Parlamento europeo con 3 eurodeputati su 6.

## Dirigenti
| Data      | Leader                           |
| --------- | -------------------------------- |
| 1880-1905 | Fortunato Mizzi                  |
| 1905-1926 | Enrico Mizzi                     |
| 1926-1940 | Ugo Pasquale Mifsud Enrico Mizzi |
| 1940-1950 | Enrico Mizzi                     |
| 1950-1977 | George Borġ Olivier              |
| 1977-2004 | Eddie Fenech Adami               |
| 2004-2013 | Lawrence Gonzi                   |
| 2013-2017 | Simon Busuttil                   |
| 2017-2020 | Adrian Delia                     |
| 2020-     | Bernard Grech                    |

## Risultati elettorali

### Elezioni parlamentari
| Anno              | Voti    | %     | +/-   | Seggi   | +/-     | Status      |
| ----------------- | ------- | ----- | ----- | ------- | ------- | ----------- |
| Parlamentari 1921 | 265     | 12    | -     | 4 / 32  | -       | Opposizione |
| Parlamentari 1924 | 4.188   | 17,40 | 5,4   | 5 / 32  | 1       | Governo     |
| Parlamentari 1927 | 14.321  | 41,58 | 24,18 | 13 / 32 | 8       | Opposizione |
| Parlamentari 1932 | 28.777  | 59,57 | 17,99 | 21 / 32 | 8       | Governo     |
| Parlamentari 1939 | 11.618  | 33,06 | 26.51 | 3 / 10  | 18      | Opposizione |
| Parlamentari 1947 | 19.041  | 18,05 | 15.01 | 7 / 40  | 4       | Opposizione |
| Parlamentari 1950 | 31.431  | 29,62 | 11,57 | 12 / 40 | 5       | Governo     |
| Parlamentari 1951 | 39.946  | 35,47 | 5,85  | 15 / 40 | 3       | Governo     |
| Parlamentari 1953 | 45.180  | 38,14 | 2,67  | 18 / 40 | 3       | Governo     |
| Parlamentari 1955 | 48.514  | 40,21 | 2,07  | 17 / 40 | 1       | Opposizione |
| Parlamentari 1962 | 63.262  | 42    | 1,79  | 25 / 50 | 8       | Governo     |
| Parlamentari 1966 | 68.656  | 47,89 | 5,89  | 28 / 50 | 3       | Governo     |
| Parlamentari 1971 | 80.753  | 48,05 | 0,16  | 27 / 55 | 1       | Opposizione |
| Parlamentari 1976 | 99.551  | 48,46 | 0,41  | 31 / 65 | 4       | Opposizione |
| Parlamentari 1981 | 114.132 | 50,92 | 2,45  | 31 / 65 | Stabile | Opposizione |
| Parlamentari 1987 | 119.721 | 50,91 | 0,1   | 35 / 69 | 4       | Governo     |
| Parlamentari 1992 | 127.932 | 51,77 | 0,86  | 35 / 65 | Stabile | Governo     |
| Parlamentari 1996 | 124.864 | 47,8  | 3,97  | 34 / 69 | 1       | Opposizione |
| Parlamentari 1998 | 137.037 | 51,81 | 4,01  | 35 / 65 | 1       | Governo     |
| Parlamentari 2003 | 146.172 | 51,8  | 0,01  | 35 / 65 | Stabile | Governo     |
| Parlamentari 2008 | 143.468 | 49,3  | 2,5   | 35 / 69 | Stabile | Governo     |
| Parlamentari 2013 | 131.004 | 43,1  | 6,2   | 29 / 67 | 6       | Opposizione |
| Parlamentari 2017 | 135.696 | 43,68 | 0,67  | 28 / 67 | 1       | Opposizione |
| Parlamentari 2022 | 123.233 | 41,74 | 1,94  | 35 / 79 | 7       | Opposizione |

### Elezioni europee
| Anno         | Voti    | %           | +/-  | Seggi | +/-     |
| ------------ | ------- | ----------- | ---- | ----- | ------- |
| Europee 2004 | 97.688  | 39,76 (2.º) | -    | 2 / 5 | -       |
| Europee 2009 | 100.486 | 40,49 (2.º) | 0,73 | 2 / 5 | Stabile |
| Europee 2014 | 100.785 | 40,02 (2.º) | 0,47 | 3 / 6 | 1       |
| Europee 2019 | 98.611  | 37,90 (2.º) | 2,12 | 2 / 6 | 1       |
| Europee 2019 | 109.351 | 42,02 (2.º) | 4,12 | 3 / 6 | 1       |